# عباس محسن
عبّاس محسن، من مواليد 25 أكتوبر 1945 في تونس، هو سياسي تونسي.
عضو اللجنة المركزية للتجمع الدستوري الديمقراطي (الحزب الحاكم) من 2008 إلى 2011، وكان أيضا رئيس بلدية تونس من 2000 إلى 2010.

## السيرة

### نشأته ودراسته
ولد في عائلة تونسية عريقة هاشمية الأصل، ينحدر منها الكثير من الأئمة الذين تواتروا على جامع الزيتونة ، هو ابن زين العابدين محسن، ابن الإمام الكبير محمود محسن، و زهرة، ابنة حبيب الجلولي وزير لدى الباي.
تحصل على شهادة البكالوريا الفرنسية بعد دراسته في المدرسة الثانوية  بميتيال فيل، خريج القانون وطالب سابق في المدرسة الوطنية للإدارة (ENA)، أصبح في سنّ الثلاثين والي على بنزرت وأصغر والي في الوطن القبلي في عام 1976.

### حياته الخاصة
هو متزوج وله ثلاثة أطفال